# Hearts for Bullets
Hearts for Bullets — третий студийный альбом проекта Дженнифер Паркин Ayria, выпущенный 12 сентября 2008 года.

## Об альбоме
Hearts for Bullets был спродюсирован Себастианом Комором (Icon of Coil, Zombie Girl, Bruderschaft и т. д.), добавившим релизу глубины звучания и отполировавшим треки.
Издание Limited Edition состоит из 2CD с 2 эксклюзивными треками, 2 каверами Deftones и Pat Benatar, видео «My Device» и треков — результатов сотрудничества с группами Echoraush, Epsilon Minus, Glis, Isis Signum, Aiboforcen и Implant.

## Список композиций Limited Edition
CD1
1. «Bad List»
2. «Insect Calm»
3. «The Gun Song»
4. «Invisible»
5. «Analog Trash»
6. «1000 Transmissions»
7. «Suck It Up»
8. «Blue Alice»
9. «Hearts for Bullets»
10. «Six Seconds»
11. «My Poison»
12. «Girl on the Floor»

CD2
1. «Winter Love Song»
2. «Recoiled» (Ayria Feat. Echorausch)
3. «Change» (Cover Version From The Deftones)
4. «Bad List» (Scratch Off Mix By V01d)
5. «Invicible» (Cover Version From Pat Benatar)
6. «Just Another Long Shot» (Glis Mix — Epsilon Minus)
7. «Rain» (Epsilon Minus)
8. «Power Down» (Epsilon Minus)
9. «Letting Go» (Classic Edit — Glis)
10. «Liberty» (Isis Signum)
11. «Hurting You Is Good for Me» (Aiboforcen)
12. «All I Want» (Implant)